# همخوان حلقی

جایگاه بیان حلقی

همخوان حلقی یک همخوان است که جایگاه تولید اصلی آن در حلق است. در بسیاری از زبان‌ها، همخوان‌های گلویی باعث پیشرفت واکه‌های کناری می‌شوند؛ بنابراین، این همخوان‌ها با همخوان‌های زبانکی متفاوت هستند.
همخوان‌های انسدادی و لرزشی را فقط می‌توان در برچاکنای تولید کرد و همخوان‌های سایشی نیز فقط در بالای حلق تولید می‌شوند. در زبان عربی همخوان‌های ع و ح حلقی هستند.